# HTMS Chakri Naruebet
El Chakri Naruebet (Thai จักรีนฤเบศร) es el primer y único portaaviones de Tailandia. Está basado en el portaaviones español Príncipe de Asturias y fue construido en Ferrol, por la Empresa Nacional Bazán (ahora Navantia) entre 1994-1996. Fue entregado a Tailandia en 1997. 
Está oficialmente clasificado como portahelicópteros de patrulla oceánico. También tiene la capacidad de operar aparatos tipo V/STOL gracias al Ski-Jump de 12º de proa y de proporcionar servicios de apoyo a la población civil, como helipuerto u hospital avanzado, así como transporte de tropas. Como curiosidad, la nave está equipada con unas habitaciones especialmente habilitadas para la Familia Real Tailandesa. Las principales misiones del portaaviones son la vigilancia de la Zona Económica Exclusiva de Tailandia, búsqueda y rescate, y transporte de tropas. Es el portaaviones más pequeño actualmente en servicio en el mundo, y el único que ha sido fabricado de nueva construcción en un país para la armada de otro.
Aunque el Chakri Naruebet estaba destinado a patrullas y proyección de fuerza en aguas tailandesas, la falta de fondos provocada por la crisis financiera asiática de 1997 significó que el portaviones haya acabado la mayor parte de su carrera atracado en la base naval de Sattahip. El Chakri Naruebet se ha desplegado en varias operaciones de socorro en casos de desastre, incluido el terremoto y tsunami del Océano Índico de 2004, y en respuesta a grandes inundaciones a finales de 2010 y principios de 2011. Además del socorro en casos de desastre, las pocas otras salidas del puerto del portaaviones son para un solo día de entrenamiento por mes, y el transporte de la Familia Real de Tailandia, lo que lleva a algunos comentaristas navales a afirmar que el barco es simplemente un yate real de gran tamaño.

## Historial operativo

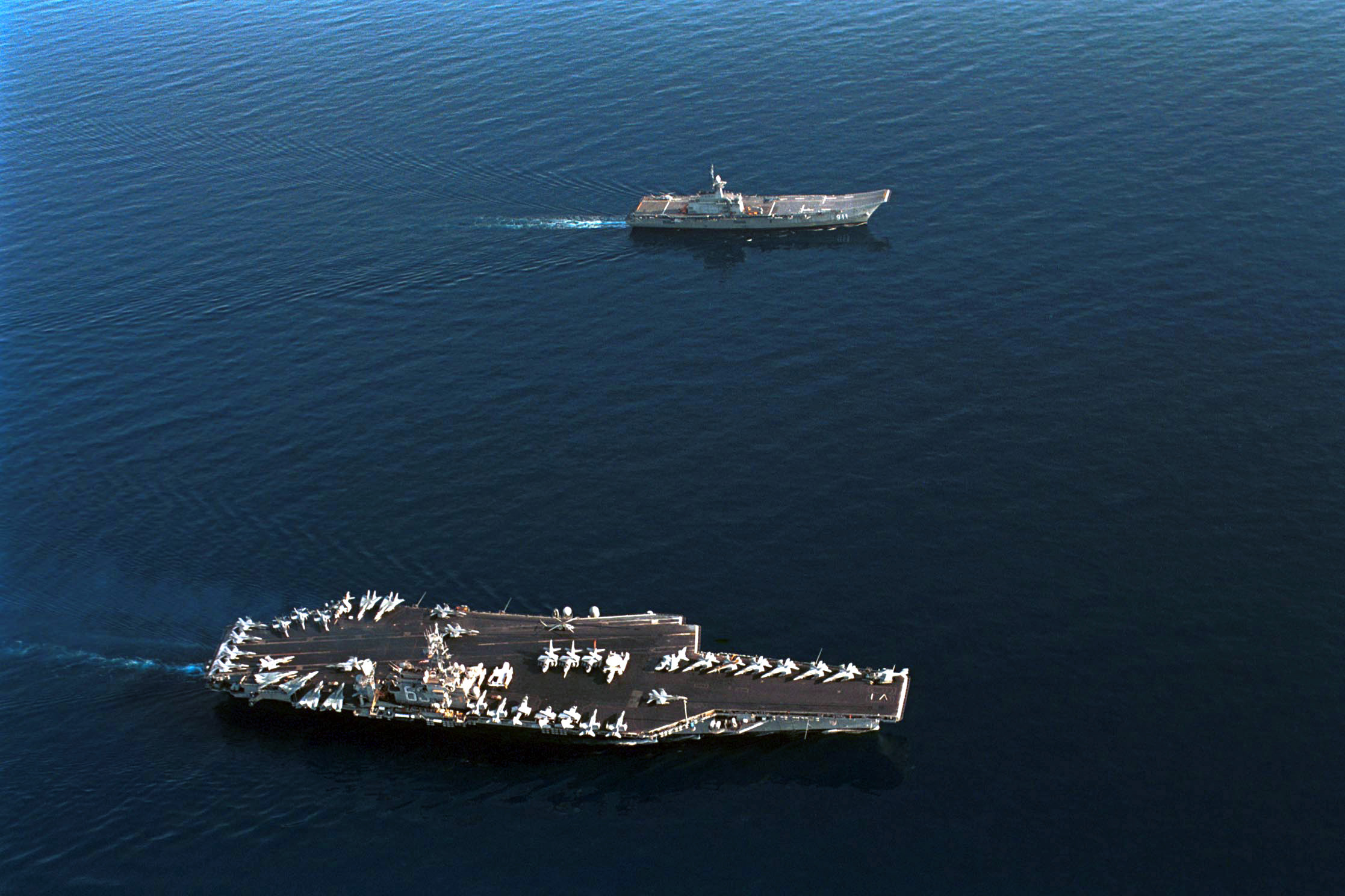
Chakri Naruebet (arriba) navegando junto al portaviones estadounidense USS Kitty Hawk en el año 2001

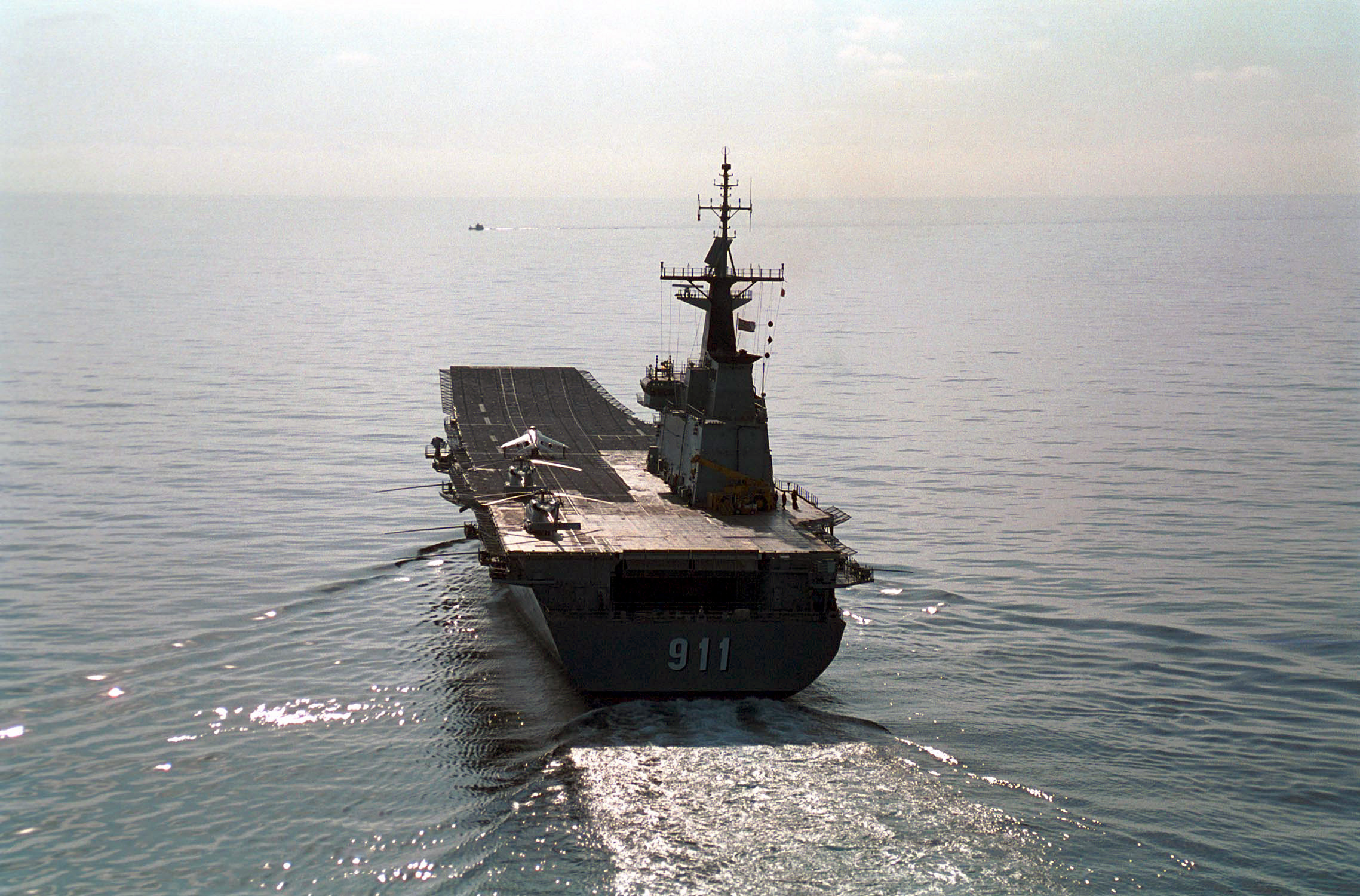
Vista desde popa del Chakri Naruebet cerca de la costa de Tailandia, año 2001

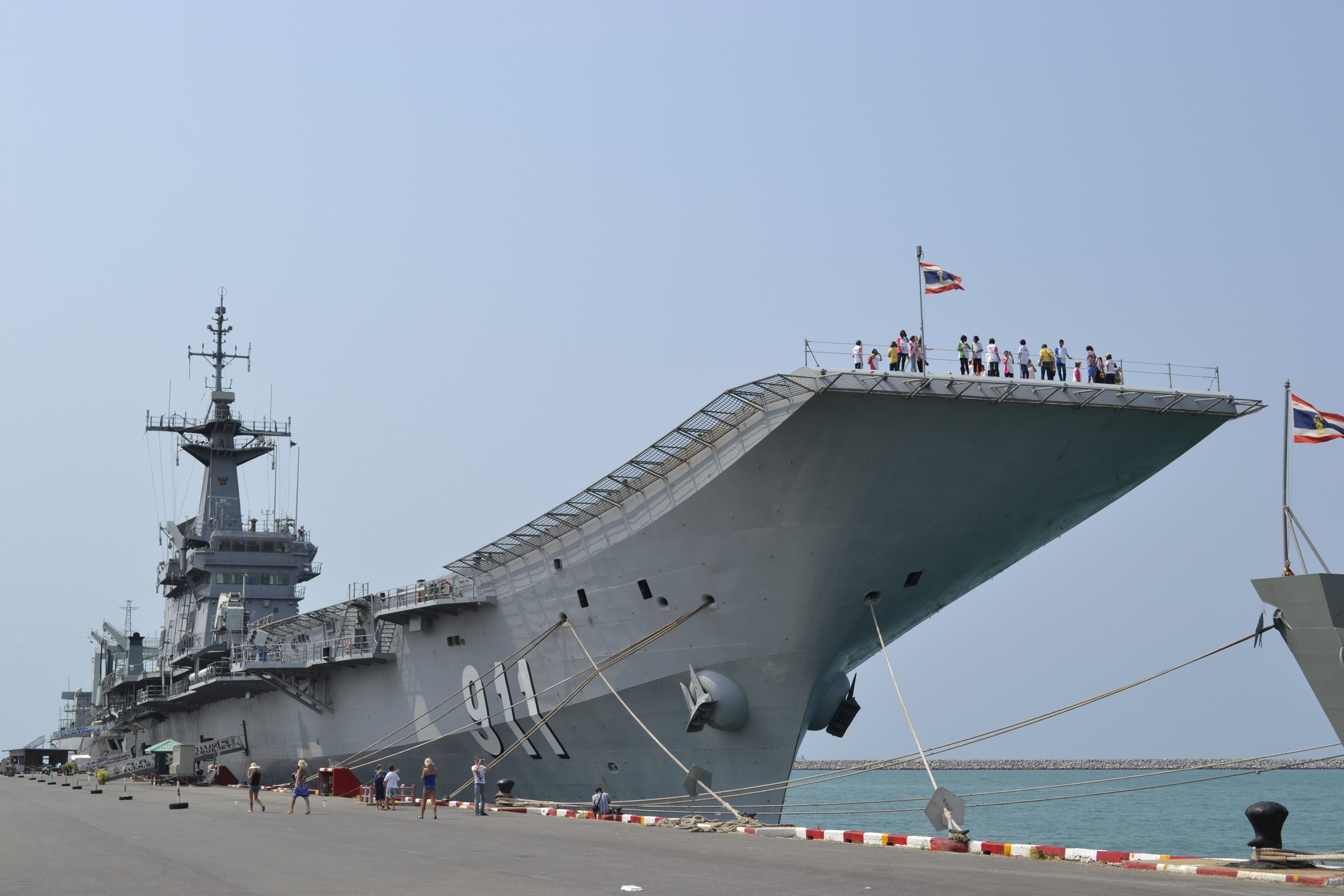
El HTMS Chakri Naruebet anclado en la base naval de Sattahip, año 2015.

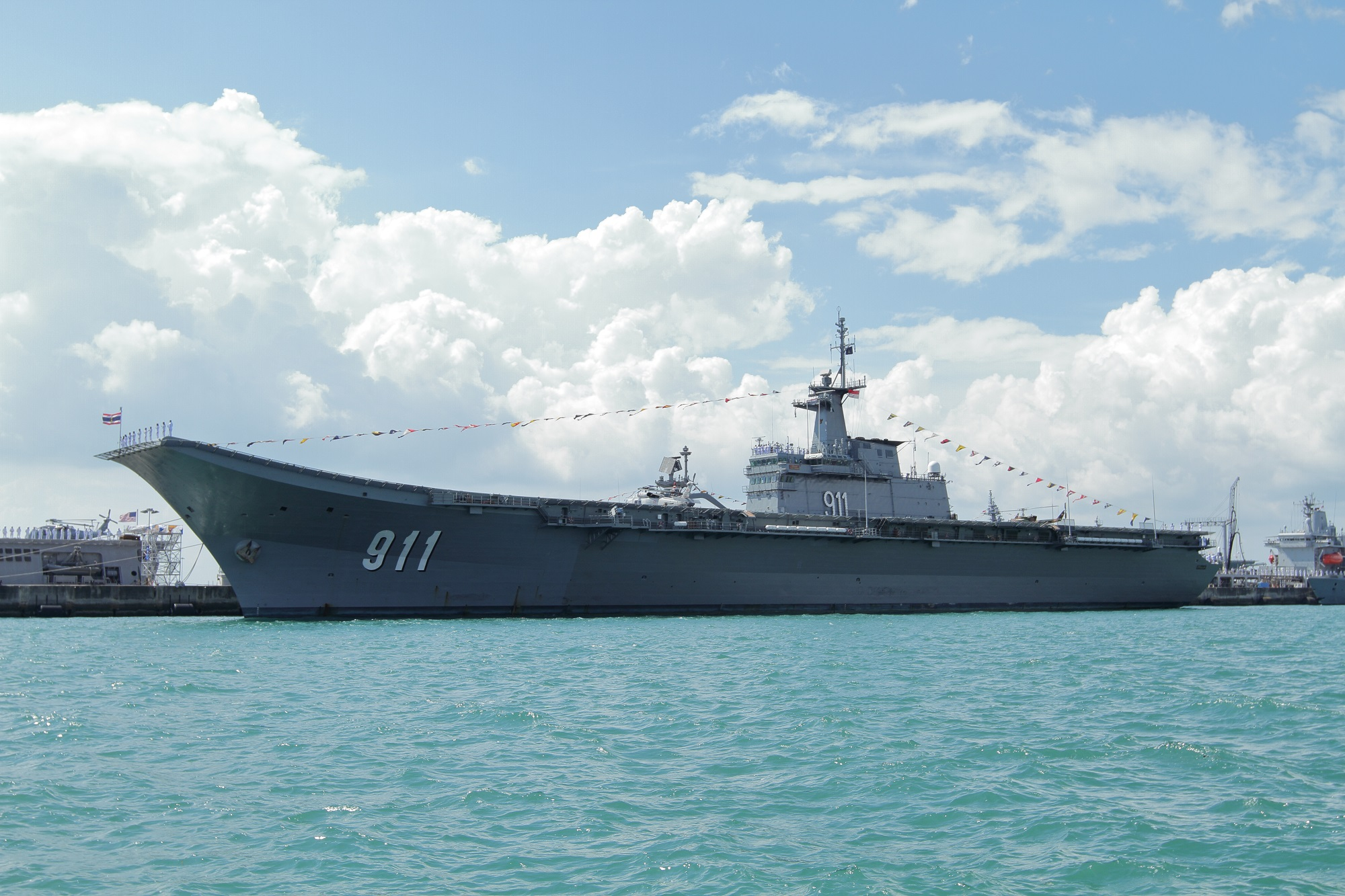
HTMS Chakri Naruebet en el año 2017.

Cuando el Tifón Gay golpeó Tailandia en 1989, la Marina Real Tailandesa, como principal unidad responsable de las misiones de búsqueda y rescate, descubrió que sus buques y aeronaves no podían soportar las duras condiciones marinas de la misión, por lo que vio la necesidad de una nueva nave de alta tecnología y gran capacidad de transporte, para modernizar la flota.
Para alcanzar esta meta, la Marina Real Tailandesa seleccionó a la empresa española Bazán, para construir un portahelicópteros con un presupuesto de siete mil millones de baht (336 millones US$).
Tras su entrega en 1997 la nave estuvo largo tiempo inactiva, debido a la escasez de fondos tras la crisis financiera asiática. El Chakri Naruebet ha participado en maniobras de entrenamiento y activamente como un gran centro móvil de asistencia rápida, después del desastre provocado por el Terremoto del Océano Índico de 2004. 
El nombre Chakri Naruebet fue dado por el rey Bhumibol Adulyadej. Significa "En honor de la Dinastía Chakri".
Entre el 4 y el 7 de noviembre de 1997, el Chakri Naruebet participó en operaciones de socorro tras el paso de la tormenta tropical Linda por el Golfo de Tailandia y el istmo de Kra. La principal tarea del portaaviones consistió en buscar y ayudar a los buques pesqueros afectados por la tormenta.
Las inundaciones en la provincia de Songkhla provocaron la movilización del portaaviones a finales de noviembre de 2000. El Chakri Naruebet fue anclado en el puerto deportivo de una isla frente a Songkhla y utilizado como base para helicópteros y pequeñas embarcaciones que transportaban alimentos, suministros y heridos.
En enero de 2003, tras el incendio de la Embajada Real de Tailandia en Camboya, fue enviada a su única misión de tipo "demostración de fuerza" hasta la fecha; como póliza de "seguro" para el plan de evacuación de Pochentong-1.
En 2004 tras un fuerte terremoto submarino en el océano Índico, los tsunamis azotaron varias regiones del océano Índico, incluida la costa tailandesa del mar de Andamán. El personal del Chakri Naruebet formó parte de un contingente de 760 militares tailandeses que respondieron a la catástrofe y participaron en labores de búsqueda y rescate en Phuket y las islas Phi Phi, tratamiento de heridos y fallecidos y reparación de escuelas e instalaciones gubernamentales.
Durante el rodaje en agosto de 2005 de Rescue Dawn, una película biográfica sobre el piloto de la Marina estadounidense Dieter Dengler y su captura durante la guerra de Vietnam, se utilizó la cubierta de vuelo del Chakri Naruebet para representar al portaaviones USS Ranger.
En noviembre de 2010, el buque participó en operaciones de socorro tras las inundaciones de 2010 en Tailandia; estuvo anclado frente a la provincia de Songkhla, se enviaron suministros de socorro y alimentos por vía aérea a la población de la región, mientras que los pacientes hospitalizados fueron evacuados por los helicópteros del buque. El Chakri Naruebet fue enviado a Ko Tao a finales de marzo durante las inundaciones del sur de Tailandia de 2011, ya que las fuertes tormentas que causaron las inundaciones habían aislado la isla, lo que obligó a evacuar a turistas y ciudadanos locales.
El 11 de enero de 2021, la RTN informó de que dos marineros del Chakri Naruebet habían dado positivo en COVID-19 tras visitar la cervecería Pah Daeng, en el distrito de Sattahip.
En 2021 se informó de que el Chakri Naruebet suele pasar sólo un día al mes en el mar, aunque recientemente había navegado por el estrecho de Singapur. El barco está abierto a los turistas cuando está atracado en su puerto base.

## Misión

### Tiempo de paz
- Evaluación de desastres.
- Búsqueda y rescate.
- Evacuación de ciudadanos Tailandeses.
- Conservación ambiental.

### Tiempo de guerra
- Buque insignia de la flota.
- Misiones de defensa aérea.
- Misiones de defensa en superficie.
- Guerra antisubmarina.
- Apoyo a operaciones militares.